# Chrysogorgia papillosa
Chrysogorgia papillosa är en korallart som beskrevs av Sôichirô Kinoshita 1913. Chrysogorgia papillosa ingår i släktet Chrysogorgia och familjen Chrysogorgiidae. Inga underarter finns listade i Catalogue of Life.